# پل همرسمیت
پل همرسمیت (انگلیسی: Hammersmith Bridge) یک پل بر روی رود تیمز در شهر لندن، انگلستان است.
این پل که ناحیه همرسمیت در جنوب رود را به ناحیه بانس در شمال رود تیمز متصل می‌کند در سال ۱۸۲۷ برای اولین بار ساخته شده اما پل فعلی در سال ۱۸۸۷ میلادی با طول ۲۱۰ متر و عرض ۱۳ متر طراحی و ساخته شده است.

## نگارخانه

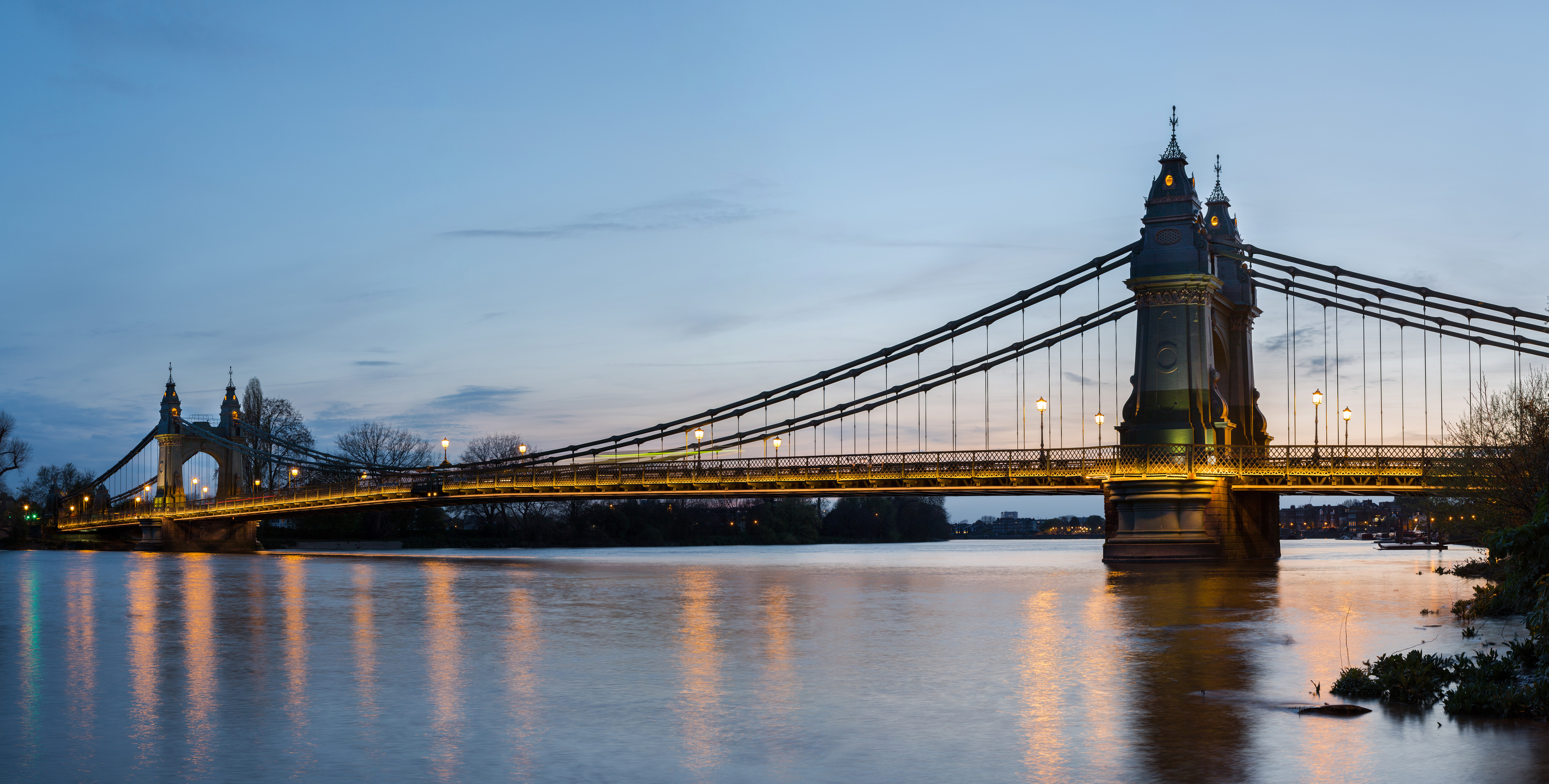
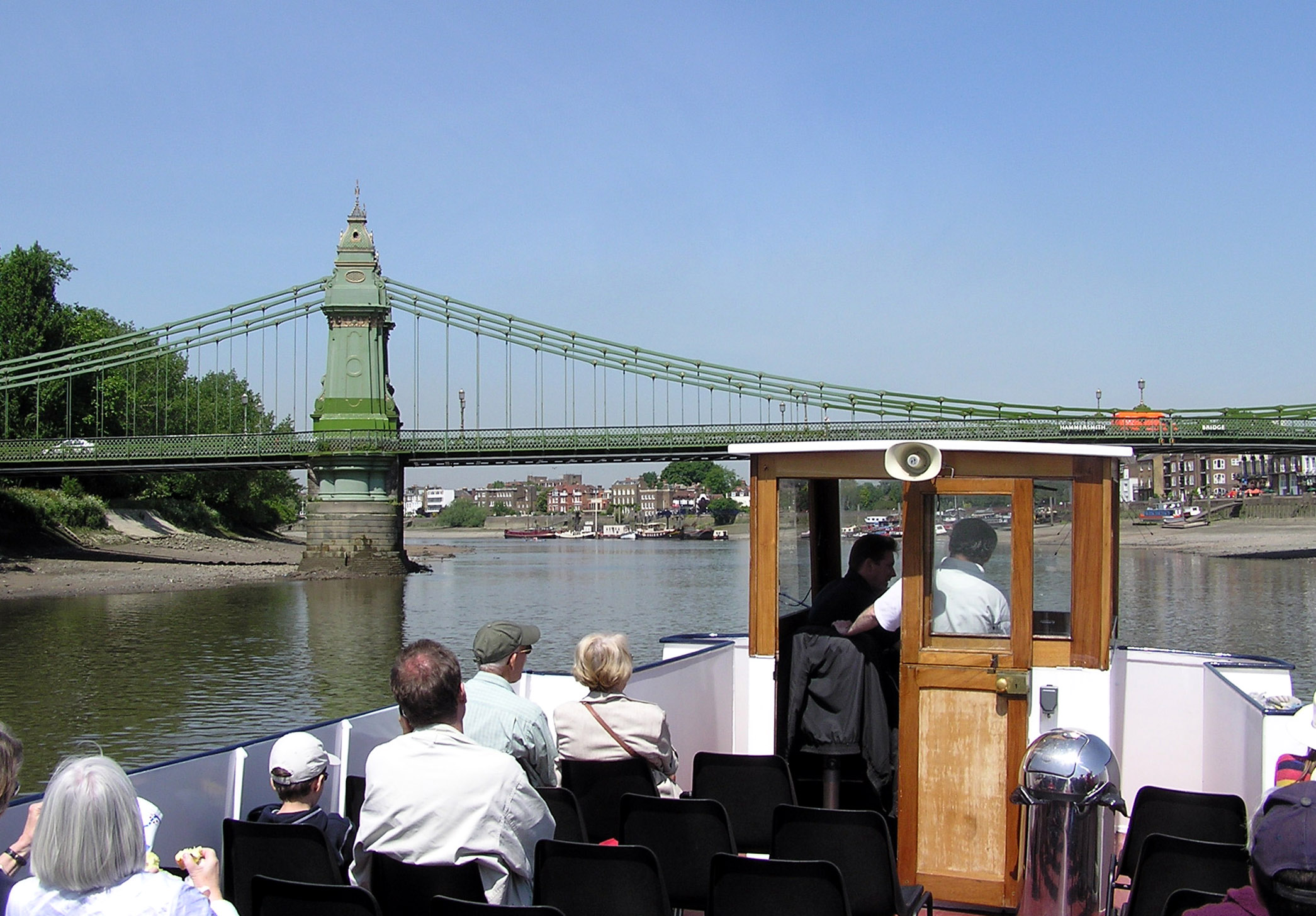
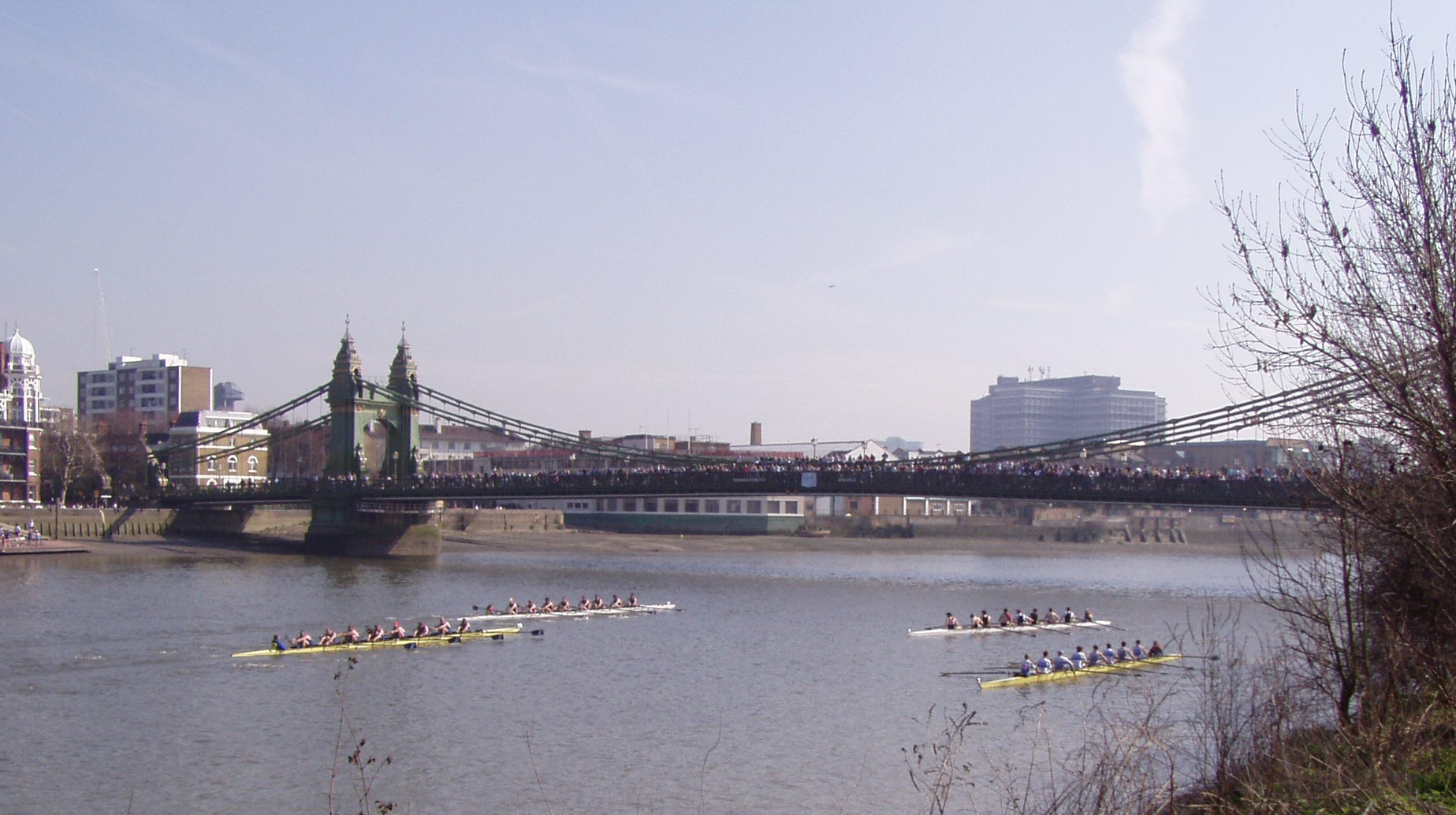
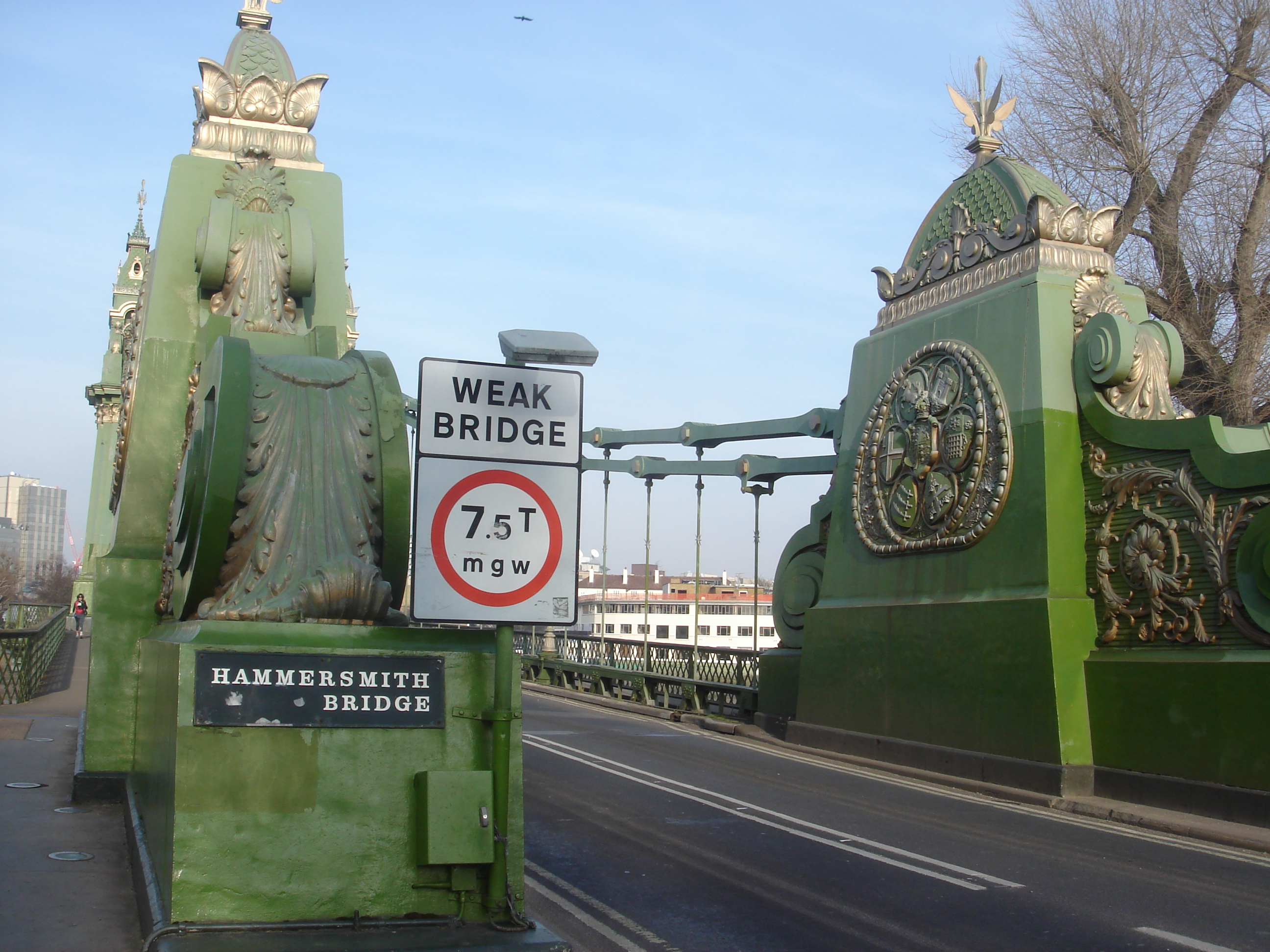
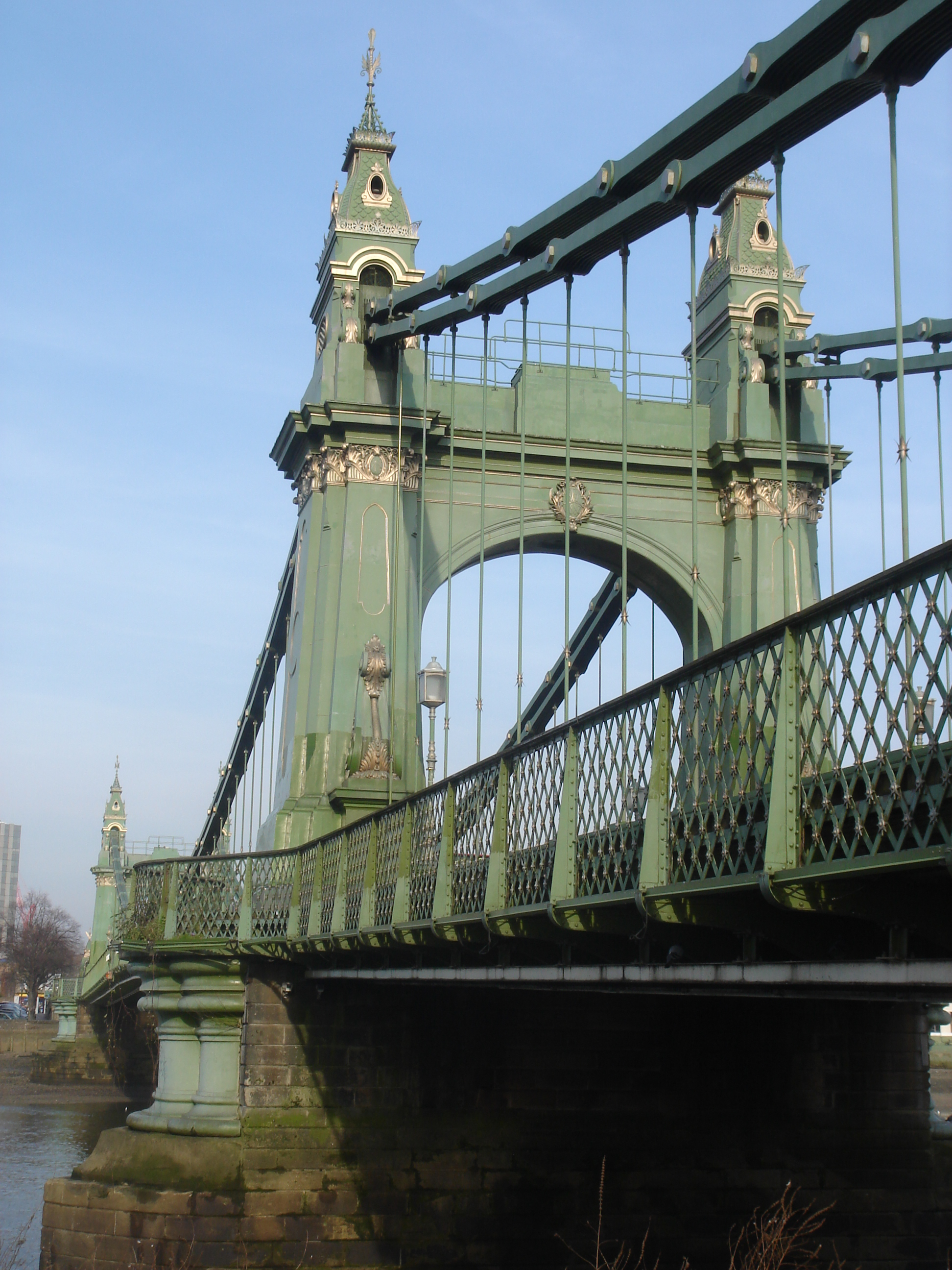